# Jacques Gounin
Jacques Gounin (* vor 1750 in Saint-Avold; † nach 1775) war ein Steinbildhauer und Holzschnitzer.

## Leben
Gounin war seit Anfang der 1750er Jahre unter Barock-Baumeister Johann Friedrich Stengel in Saarbrücken beschäftigt. Vermutet wird eine Beteiligung bei der Fertigstellung der Innenausstattung des 1738 bis 1748 erbauten Saarbrücker Schlosses. Als gesichert gelten die 1756 bezahlten Steinarbeiten für den Außenbau der Saarbrücker Basilika St. Johann. Dort schuf Gounin je fünf Kapitelle und Fensterrahmungen sowie ein Stück zw. den Fenstern des Vorsprungs. Bei der Umgestaltung der Höfe des Schlosses Blieskastel baute er 1760/61 einen pyramidenförmigen Brunnenaufsatz für den Hof des Schlosses, welcher nicht mehr erhalten ist, da das Schloss in den französischen Revolutionskriegen zerstört wurde.
Ab Mitte der 1760er-Jahre war Gounin in der Ludwigskirche beschäftigt. Er war für die Ornamentierung der Kirchenwände zuständig, fertigte Fensterrahmungen und Säulenkapitelle der Fassade und die Flammenvasen für die Hauptbalustrade. Auch bei den den Ludwigsplatz umgebenden Häusern war er beschäftigt.
Als Holzschnitzer erarbeitet er das Orgelgehäuse der Kirche Saint-Nabor in Saint-Avold. Außerdem stammen die Schnitzarbeiten am Fürstenstuhl sowie dem Orgelgehäuse und die Lesepulte in der Saarbrücker Ludwigskirche von ihm.